# اپلتون (آرکانزاس)
اپلتون (به انگلیسی: Appleton) یک منطقهٔ مسکونی در ایالات متحده آمریکا است که در شهرستان پوپ، آرکانزاس واقع شده‌است. اپلتون ۴۹۹ متر بالاتر از سطح دریا واقع شده‌است.